# غزو إدوارد الأول ملك إنجلترا لويلز

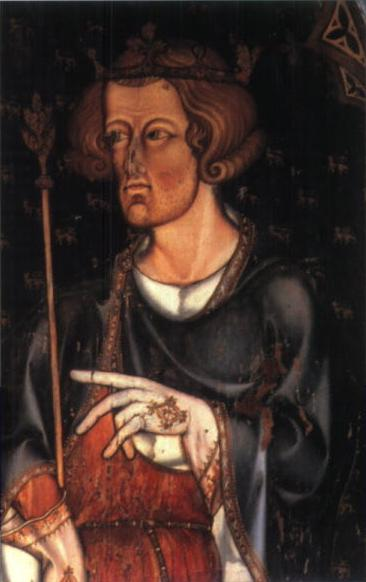

غزو إدوارد الأول ملك إنجلترا لويلز، ويُسمى أحيانًا الغزو الإدواردي لويلز، لتمييزه عن الغزو النورماني السابق (لكن الجزئي) لويلز، جرى بين عامي 1277 و1283. نتج عنه هزيمة إمارة ويلز، وآخر الإمارات الويلزية المستقلة التي بقيت أيضًا، وإلحاقها بالحكم الإنجليزي من قبل إدوارد الأول، ملك إنجلترا.
بحلول القرن الثالث عشر، كانت ويلز مقسمة بين الإمارات الويلزية المحلية ومناطق لوردات المارشر الأنجلونورمانيين. كانت إمارة غويند الإمارة القائدة التي سيطر أمراؤها على الجزء الأكبر من البلاد، جاعلين بقية الأمراء الويلزيين تابعين لهم، ومتخذين لأنفسهم لقب أمير ويلز. رغم محاولة الملوك الإنجليز عدة مرات للسيطرة على المناطق الويلزية المحلية، لم يتحقق ذلك حتى حرب غزو إدوارد ضد ليويلين أب غروفود («ليويلين الأخير») التي استمرت منذ عام 1277 وحتى عام 1283.
في حملتين، بتاريخ 1277 و1282/1283 على التوالي، قلص إدوارد في البداية منطقة إمارة ويلز ثم اجتاحها بالكامل، بالإضافة إلى الإمارات الويلزية الأخرى المتبقية. أتبعت معظم المناطق التي غُزيت للإقطاع الملكي، ومن ثم أصبحت هذه الأراضي، وفقًا العادة، العطية المناطقية المخصصة لوريث العرش الإنجليزي ذي لقب أمير ويلز. مُنح الباقي لمناصري إدوارد بصفتهم لوردات مارشر جدد. رغم عدم إلحاق المناطق فعليًا بمملكة إنجلترا حتى صدور تشريعات القوانين في ويلز 1535-1542، يُعد غزو إدوارد نهايةً للاستقلال الويلزي.

## خلفية: ويلز في العصور الوسطى العليا
عقب سلسلة غزوات بدأت بعد غزو إنجلترا بقليل في عام 1066، سيطر النورمان على الكثير من ويلز وأسسوا مناطق حكم لوردات مارشر، ودانوا بولائهم للتاج الإنجليزي. ولكن نجت الإمارات الويلزية مثل غويند وبويز وديهوبارث، وبدأ الويلزيون منذ نهاية القرن الحادي عشر برد تقدم النورمان. على امتداد القرن التالي، تراوح التعافي الويلزي صعودًا وهبوطًا وسعى الملوك الإنجليز، وأبرزهم هنري الثاني، عدة مرات لغزو الإمارات الويلزية أو إقامة ولايات فيها. ولكن بحلول نهاية القرن الثاني عشر، تقلصت مناطق لوردات المارشر لتقتصر على جنوب وجنوب شرق البلاد.
كانت إمارة غويند القوة المسيطرة في ويلز في أول نصف من القرن الثالث عشر، إذ أصبحت كل من بويز وديهوبارث ولايتين خاضعتين. اتخذ أمراء غويند لأنفسهم في تلك الفترة لقب «أمير ويلز». ولكن أضعفت الحرب مع إنجلترا في عامي 1242 و1245، متبوعةً بنزاع على الملك في خلافة العرش، غويند وسمحت لهنري الثالث بالاستحواذ على بيرفدولاد (المعروفة أيضًا باسم «الكانتريفات الأربعة»، الجزء الشرقي من الإمارة). ولكن منذ عام 1256، تابعت غويند المتجددة تحت إمرة ليويلين أب غروفود (الذي أصبح يُعرف باسم «ليويلين الأخير») الحربَ مع هنري واستعادت بيرفدولاد. استُعيد السلام بمعاهدة مونتغمري 1267، وفي مقابل الولاء للملك الإنجليزي، اعتُرف بليويلين أميرًا لويلز، وقبِل هنري إعادة غزوه لبيرفدولاد. ومع ذلك، استمرت الحروب المتقطعة بين ليويلين وبعض لوردات المارشر مثل غيلبرد دي كلير، وروجر مورتيمر، وهمفري دي بوهون.

## الغزو

### الأهداف المباشرة للحرب
توفي هنري الثالث في عام 1272 وخلِفه ابنه إدوارد الأول. في حين أدت عدم كفاءة هنري إلى انهيار السلطة الملكية في إنجلترا خلال حكمه، كان إدوارد حاكمًا قويًا حازمًا وقائدًا عسكريًا مقتدرًا.
في عام 1274، تزايدت التوترات في العلاقة بين ليويلين وإدوارد حين خرج غروفيد أب غوينوينوين من بوويز ودافيد أب غروفيد، الأخ الأصغر لليويلين، عن الحكم ولجأا إلى الإنجليز واحتما في كنف الملك إدوارد. بسبب استمرار النزاع بين لوردات المارشر وإيواء إدوارد للهاربين، حين طالب إدوارد بمجيء ليويلين إلى تشستر في عام 1275 لمبايعته كما تنص معاهدة مونتغمري، رفض ليويلين. استُفز إدوارد مرةً أخرى عند تخطيط ليويلين للزواج من إليانور، ابنة سيمون دي مونتفورت، قائد الثورة ضد العرش خلال فترة حكم والد إدوارد. في شهر نوفمبر من عام 1276، أعلن إدوارد الحرب على ليويلين. ولكن هدفه كان كبح جماح والٍ متمرد أكثر من كونه بدء حرب غزو.

### احتلال عام 1277
في بداية عام 1277، قبْل جمع الجيش الملكي، نشر الملك إدوارد في جنوب ويلز ومنتصفها مزيجًا من القوات التي تتكون من جنود برواتب، وبعض حواشي لوردات المارشر، وفرسان العائلة الملكية. لاقوا نجاحًا لا بأس به إذ استسلم الكثير من الحكام الويلزيين المحليين الناقمين على حكم ليويلين، وانضموا إلى صفوف الإنجليز. في شهر يوليو من عام 1277، أطلق الملك إدوارد حملةً ثأريةً إلى شمال ويلز مع جيشه الخاص المكون من 15,500 جندي –كان 9,000 منهم ويلزيين من الجنوب– وقد جمعهم بطريقة الاستدعاء الإقطاعية التقليدية. سار الجيش من تشستر إلى غويند، مخيمًا في البداية في فلينت ثم في رودلان وديغانوي، مسببًا على الأغلب أضرارًا كبيرةً في الأماكن التي تقدم خلالها. وفر أسطول من الموانئ الخمسة (موانئ سينك) الدعم البحري.
سرعان ما استوعب ليويلين أن موقفه كان ميؤوسًا منه واستسلم بسرعة. لم تخض الحملة أي معركةٍ كبيرة. ولكن قرر إدوارد المفاوضة على تسوية بدلًا من أن يعزم على الغزو التام. ربما كان يعاني قلة الرجال والموارد بحلول نوفمبر عام 1277، وعلى أي حال، لم يكن الغزو الكامل لمناطق ليويلين هدفه في البداية.

### معاهدة أبيركونوي
في معاهدة أبيركونوي في نوفمبر عام 1277، تُرك لليويلين الجزء الغربي من غويند فقط، ولكن سُمح له الاحتفاظ بلقب أمير ويلز. قسمت غويند الشرقية بين إدوارد ودافيد، وهو أخو ليويلين الأصغر، وبقية الأراضي التي كانت خاضعةً أصبحت فعليًا لإدوارد.
نتيجة لكل من استلاب المناطق واستسلام العوائل الحاكمة، أصبحت ديهوبارث وبوويز ووسط ويلز مزيجًا من الأراضي الملكية الخاضعة للسيطرة المباشرة، والحاميات الإنجليزية الخاضعة. كان نصر إدوارد شاملًا ومثّل إعادة توزيع كبرى للسلطة والمناطق في ويلز لصالح الملك إدوارد. أصبح إدوارد الآن يتمتع بدرجة من السيطرة المباشرة في المناطق الويلزية المحلية، وهو أمر لم يحققه ملك إنجليزي قبله.

### حملة 1282-1283
اندلعت الحرب من جديد في عام 1282، نتيجة ثورة قادها أخو ليويلين الأصغر (دافيد)، الذي لم يكن راضيًا عن الجائزة التي نالها من الملك إدوارد في عام 1277. أطلق دافيد سلسلةً من الهجمات المنظمة بالتنسيق مع الحكام الويلزيين في ديهوبارث وشمال بويز، الذين كانوا ولاةً تابعين لليويلين حتى عام 1277 وأصبحوا الآن تابعين للملك إدوارد. انضم ليويلين والقادة الويلزيون الآخرون، بمن فيهم أولئك الذين في الجنوب، وسرعان ما سلكت الحرب مسلكًا مغايرًا لما حدث في حملة عام 1277. أصبح صراعًا وطنيًا يتمتع بدعم جماهيري من الويلزيين، الذين استفزتهم بالتحديد محاولات إدوارد لفرض القانون الإنجليزي على الويلزيين. ولكن بدأ إدوارد سريعًا باعتبارها حرب غزو، لا مجرد حملة ثأرية لإخماد ثورة.
شنّ الإنجليز هجومًا ثلاثيًا، إذ قاد إدوارد جيشه إلى شمال ويلز سالكًا نفس طريق عام 1277 تقريبًا، في حين عمل روجر مورتيمر في منتصف ويلز، وتقدم إيرل غلوكستر بجيش كبير في الجنوب. لاقى الويلزيون نجاحًا في البداية. في شهر يونيو من عام 1282، هُزم غلوكستر في معركة لاندلو فاور. عين الملك إدوارد ويليام دي فالينس -وهو إيرل بيمبروك- بدلًا منه، وشنّ حملات في الجنوب بلغت أبيريستويث ولكنه فشل في الاشتباك مع جيش ويلزي. عانى إدوارد بعدها نكبةً في منتصف ولز حين توفي قائده هناك روجر مورتيمر في شهر أكتوبر. في السادس من نوفمبر، حين كان أسقف كانتربوري جون بيكهام يجري مفاوضات للسلام، قرر لوك دي تاني، قائد إدوارد في أنغلزي، أن يشن هجومًا مفاجئًا. بعد اجتياز تاني ورجاله جسر بونتون الذي بنوه للوصول إلى اليابسة، بوغتوا بكمين من الويلزيين وتكبدوا خسائر فادحة في معركة مويليدون.
مع ذلك، انقلبت الحرب لصالح إدوارد عندما سار ليويلين بشكل غير متوقع من شمال ويلز إلى بويلث في منتصف ويلز. استُدرج للوقوع في فخ وقُتل في معركة جسر أوروين في 11 ديسمبر عام 1282. مستغلًّا هذا الحدث المثمر، جهز إدوارد جيشًا جديدًا وسار بجرأة نحو سنودونيا في شهر يناير من عام 1283 لتسقط قلعة دولويديلان في قبضته في معقل المقاومة الويلزية. في نفس الوقت، تقدم دي فالنس في الجنوب من كارديغان إلى ميريونيد. كان ضغط دي فالنس من الجنوب بالإضافة إلى تقدم الملك في الشمال كثيرًا على قوات الويلزيين. تم غزو غويند بالقبض على دافيد في شهر يونيو من عام 1283، والذي كان قد عُين أميرًا بعد أخيه في ديسمبر السابق. أُخذ دافيد إلى شروزبوري وأُعدم بتهمة الخيانة في الخريف التالي.